# Ramersdorf-Perlach
Ramersdorf-Perlach is een stadsdeel (Duits: Stadtbezirk) van de Duitse stad München, deelstaat Beieren. Ramersdorf-Perlach ligt in het uiterste zuidoosten van de gemeente. Het stadsdeel wordt ook aangeduid als Stadtbezirk 16.
Eind 2018 woonden er in het 19,9 km² grote Stadtbezirk 116.327 inwoners. Ramersdorf-Perlach is het stadsdeel met het meest aantal inwoners van heel München. De omliggende stadsdelen zijn in het noorden Berg am Laim, in het noordoosten Trudering-Riem en in het westen Obergiesing-Fasangarten. In het oosten en zuiden grenst het Stadtbezirk aan de gemeentegrenzen en vormt het respectievelijk de grens met de gemeenten Putzbrunn en Neubiberg.
Het stadsdeel bestaat uit de volgende vijf wijken:
1. Ramersdorf
2. Balanstraße-West
3. Altperlach
4. Neuperlach
5. Waldperlach

Ramersdorf was een afzonderlijke gemeente tot de annexatie door München op 1 januari 1864. Ook de voormalige gemeente Perlach werd ingelijfd door de stad, op 1 januari 1930. Bij deze laatste gemeente werden de wijken Waldperlach en Neuperlach aan het stadsdeel Ramersdorf toegevoegd. Het noordelijke Michaeliburg werd aan Trudering-Riem toegevoegd, het in het westen gelegen Fasangarten aan Obergiesing. Perlach heeft een rijke geschiedenis, de eerste vermelding van een kerk op de locatie van de huidige 18e-eeuwse Sint-Michaëlkerk dateert van 1020. 

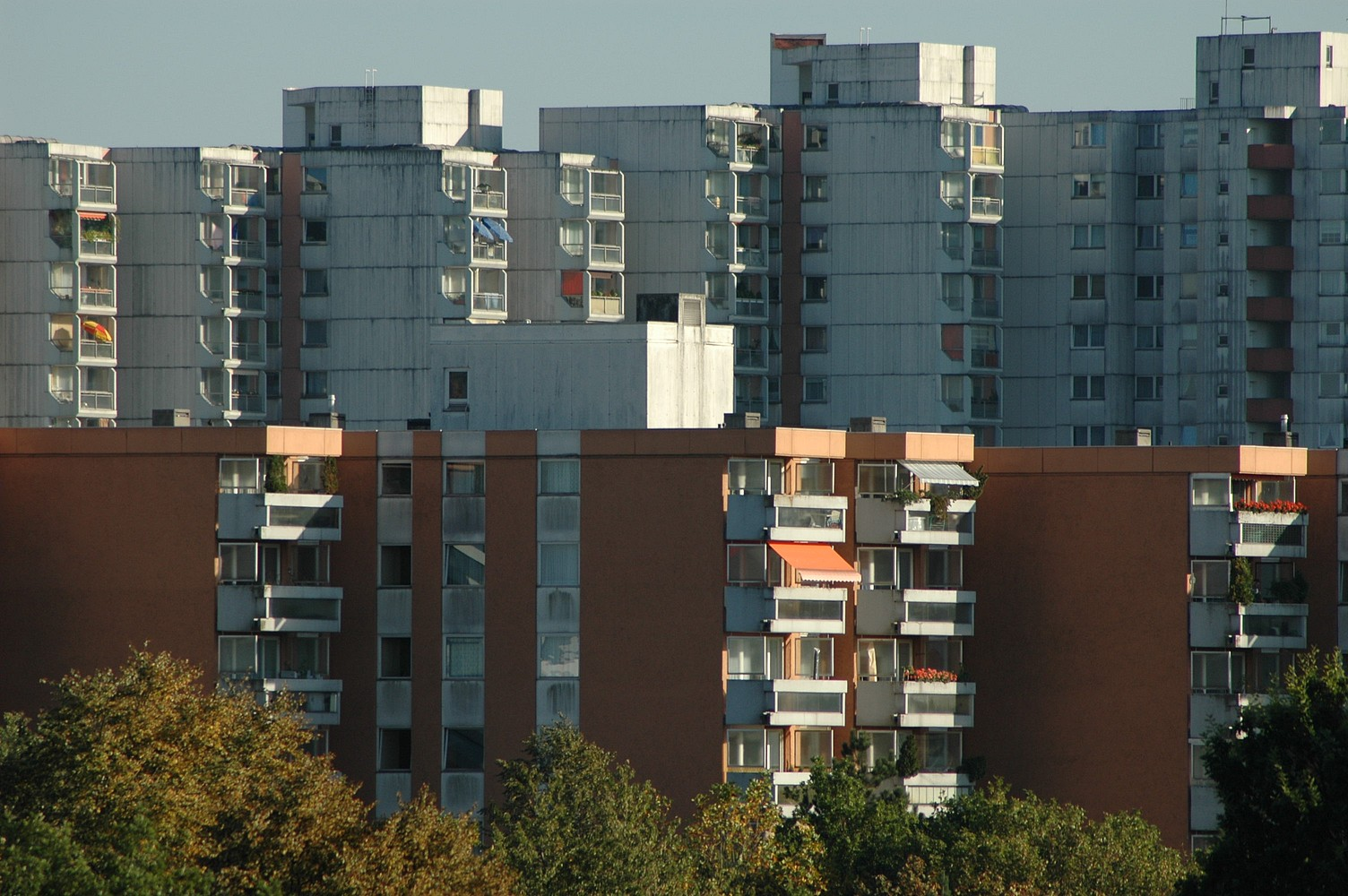
Hoogbouw in Neu-Parlach 2004

Omdat de stad München in de jaren 1950 snel groeide en te kampen had met een groot woningtekort, besloot de gemeenteraad van München in 1960 om "satellietsteden" te bouwen. Tussen 1961 en 1966 bereidde de bouwafdeling een uitgebreid structuurplan voor van 80.000 (later 70.000) inwoners voor het gebied van het district Perlach onder leiding van Egon Hartmann. Uiteindelijk werd Neu-Perlach tussen 1967 en 1991 gerealiseerd en was grootschalig met veel hoogbouw.
Ramersdorf-Perlach wordt ontsloten door het openbaar vervoer van het Münchner Verkehrsgesellschaft met elf bus- en tramlijnen met hun haltes, vier stopplaatsen op de S-Bahn van München en acht metrostations (waarvan drie op de grens van het Stadtbezirk), met name in het stadsdeel het meest zuidoostelijk deel van het traject van de U5-metrolijn met de haltes Michaelibad, Quiddestraße, Neuperlach Zentrum, Therese-Giehse-Allee en Neuperlach Süd en op de grens van het stadsdeel het station Innsbrucker Ring bediend door de U5 en de U2, en de stations Karl-Preis-Platz en Giesing verder westwaarts op het traject van de U2.
Omdat de U-Bahn naar Neuperlach pas in 1980 zou worden geopend werd, ondanks het geringe rendement, toch besloten gezien de verwachte omvang van het vervoer een tramlijn naar de wijk aan te leggen en in 1970 werd geopend met in 1973 nog een verlenging naar Neuperlach Zentrum die na zeven jaar weer werd opgeheven.
Allach-Untermenzing · 
Altstadt-Lehel · 
Au-Haidhausen · 
Aubing-Lochhausen-Langwied · 
Berg am Laim · 
Bogenhausen · 
Feldmoching-Hasenbergl · 
Hadern · 
Laim · 
Ludwigsvorstadt-Isarvorstadt · 
Maxvorstadt · 
Milbertshofen-Am Hart · 
Moosach · 
Neuhausen-Nymphenburg · 
Obergiesing-Fasangarten · 
Pasing-Obermenzing · 
Ramersdorf-Perlach · 
Schwabing-Freimann · 
Schwabing-West · 
Schwanthalerhöhe · 
Sendling · 
Sendling-Westpark · 
Thalkirchen-Obersendling-Forstenried-Fürstenried-Solln · 
Trudering-Riem · 
Untergiesing-Harlaching